# ファルコン1
ファルコン1 (Falcon 1) はアメリカ合衆国の企業スペースX社により開発された2段式の商業用打ち上げロケット。

## 概要

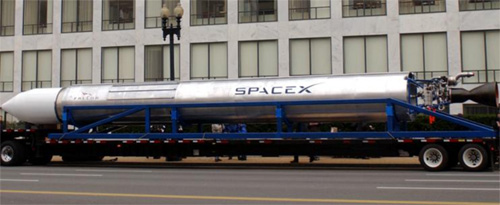
ワシントンD.C.の連邦航空局前で撮影

一段目はマーリン・ロケットエンジンを、二段目はケストレル・ロケットエンジンを使用する。いずれも自社開発のエンジンであり液体酸素とケロシンRP-1を推進剤としている。このうち、一段ロケットは洋上で回収して再利用可能なシステムで設計されたが、回収は行われたことがない。
ファルコン1以前の民間主導で開発されるロケットは余剰となったICBM等からの転用型が多く、固体燃料ロケットエンジンに比べて比推力が高いが開発と運用の難易度が高い液体燃料ロケットエンジンを本体と共に民間主導で新規開発する例はファルコン1が世界初である。また、再利用型打ち上げシステムを採用したことにより打ち上げ費用は670万ドルと従来より格段に低コストである。これらのことから、ファルコン1は商用ロケット市場に革命を起こすものであると専門家から評価された。
ファルコン1の打ち上げは5回行われ、そのうち2回が成功した。2009年の打ち上げの後、スペースX社は他のプロジェクトに注力するためにファルコン1の開発・製造を一時凍結した。そしてファルコン9やドラゴン宇宙船の開発が順調に進んだこともあり、ファルコン1は開発再開がなされないまま退役の状態に置かれた。

## 設計
ファルコン1は低軌道への重量あたり打ち上げ費を最小とするよう設計された。ファルコン1を大型化させたファルコン9と部品を共通化させることで設計コストを抑制している。第一段ロケットはパラシュートの展開により海上に着水させ回収、再利用する。
横倒しのまま射点に運び込み、打ち上げ前に支持タワーと共に起立させる方式を採用している。これにより組み立てと移動の迅速化、自由度を高めることが出来る。

### 第一段
第一段ロケットにはアルミニウム合金の摩擦攪拌接合により製造した部品が用いられている。液体酸素とRP-1のタンク間の隔壁などに利用される。アーヴィン・パラシュート社により設計されたパラシュートは高速落下時のドローグシュートと主パラシュートの二段階からなる。
初期の打ち上げではロケットの再利用は行われていない。上に示した打ち上げ価格はロケットの再利用を考慮に入れておらず、将来は価格が下がるものと見られていた。

### 第二段
第二段ロケットは低温耐性を有するアルミニウム・リチウム合金を材料とする。

## 派生型

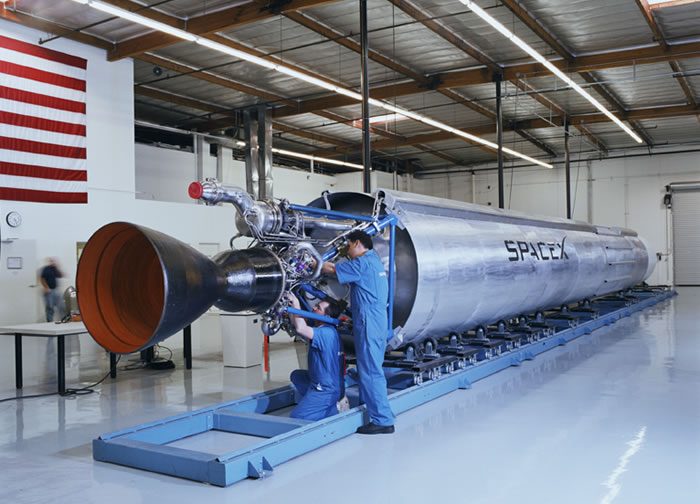
マーリン・ロケットエンジン

2006年から2007年は開発初期型であるマーリンAが使用された。
2007年以降はエンジンと機体を改良したマーリンCが使用された。
2010年以降は、機体全長を延長し、燃料搭載量を増やしてペイロードの搭載重量を増加させたファルコン1eが計画されていたが、小型衛星市場が拡大しなかった上、スペースXはファルコン9ロケットとファルコンヘビーロケットの開発と製造に注力するために、ファルコン1の製造は中断することにした。製造を再開するかどうかは2012年降以に改めて判断するとしていた。
2016年、スペースXの社長・最高執行責任者であるグウィン・ショットウェルはもはやファルコン1の製造が再開されることはないだろうという見解を述べた。小型衛星市場に対してはより大型のロケットを用いた相乗り打ち上げで対応する方針を示した。
| バージョン                   | ファルコン 1 （マーリン A）   | ファルコン 1 （マーリン C） | ファルコン 1e             |
| ---------------------------- | ----------------------------- | --------------------------- | ------------------------- |
| 第1段エンジン                | 1 × マーリン 1A               | 1 × マーリン 1C             | 1 × マーリン 1C           |
| 第2段エンジン                | 1 × ケストレル                | 1 × ケストレル              | 1 × ケストレル            |
| 全高 (最大; m)               | 21.3                          | 22.25                       | 26.83                     |
| 直径 (m)                     | 1.7                           | 1.7                         | 1.7                       |
| 離床推力 (kN)                | 318                           | 343                         | 454                       |
| 離陸重量 (㌧)                | 27.2                          | 33.23                       | 38.56                     |
| フェアリング直径 (内径; m)   | 1.5                           | 1.5                         | 1.71                      |
| ペイロード (LEO; kg)         | 570 （SSOの場合はより少ない） | 450                         | 1,010 （SSOの場合430）    |
| ペイロード (GTO;kg)          | —                             | —                           | —                         |
| 値段 (Mil. USD)              | 6.7                           | 7                           | 9.1                       |
| 1kg毎の最低の値段 (LEO; USD) | 11,754                        | 15,556                      | 9,010 （SSOの場合19,767） |
| 1kg毎の最低の値段 (GTO; USD) | —                             | —                           | —                         |
| 成功率 (成功/総計)           | 0/2                           | 2/3                         | —                         |

## 打ち上げ

### 打ち上げ実績
| フライト番号 | 打ち上げ日時 (GMT)  | 射点       | バージョン | 搭載衛星/注文主                                                                            | 結果     | 備考 |
| ------------ | ------------------- | ---------- | ---------- | ------------------------------------------------------------------------------------------ | -------- | --- |
| 1            | 2006年5月24日 22:30 | クェゼリン | マーリンA  | ファルコンサット–2/DARPA                                                                   | 失敗     | 打ち上げ後25秒でエンジン停止。 ロケット本体を喪失。 |
| 2            | 2007年3月21日 01:10 | クェゼリン | マーリンA  | デモサット/DARPA                                                                           | 部分成功 | 7分30秒の時点で第2段エンジンが早期に燃焼停止し、予定の軌道へ到達せず。 また、第1段の回収にも失敗。ただし十分なデータ収集が出来たとして、「部分的な成功」と認定。 |
| 3            | 2008年8月3日 03:34  | クェゼリン | マーリンC  | Trailblazer/Operationally Responsive Space PREsat/NASA ナノセイルD/NASA Explorers/Celestis | 失敗     | 打ち上げから140秒で異常が発生。 第1段エンジンの燃焼は正常だったものの1段目の切り離し時に、タイミングのミスで1段目が2段目に追突しロケットが破壊された。           |
| 4            | 2008年9月28日 23:15 | クェゼリン | マーリンC  | 擬似ペイロード - 重量シミュレーター, 165kg（元々はRazakSATを予定していた。）               | 成功     | 初の打ち上げ成功、ペイロードは予定の軌道に投入され、データを収集した。                                                                                           |
| 5            | 2009年7月14日 03:35 | クェゼリン | マーリンC  | RazakSAT（リモートセンシング衛星）, 180kg / マレーシア                                     | 成功     | 初の商業打ち上げ成功、衛星は正常に軌道投入された。 |

### 第一回打ち上げの失敗
第一回目の打ち上げはエンジンに不備が見つかるなどの原因により数度にわたって延期された。それに加えヴァンデンバーグ空軍基地からはタイタン4ロケットの打ち上げ延期の為打ち上げ基地を他に変更するように要請され、結局は2005年11月26日にクェゼリン環礁より打ち上げられることが決定した。ペイロードには国防総省国防高等研究事業局との連携により、米空軍士官学校が設計・製造したプラズマ観測衛星であるFalconSAT-2が搭載された。
打ち上げ予定日は再延期され12月末に決行するとされていたが、12月19日に第一段エンジンのバルブに不具合が発見され、ロケットエンジン全体が新規のものと交換された。その後現地時間2006年3月25日09:30（2006年3月24日22:30 UTC）に打ち上げられた。ロケットは打ち上げの26秒後に制御不能となり、41秒後海面に衝突した。
機体は射場から250フィートはなれた珊瑚礁に衝突し、FalconSATは落下中にロケットから分離され、島の機械設備の建物屋上に落下した。衛星の損傷は明らかになっていない。同日中にSpace X社のウェブサイトで失敗の原因が燃料漏れであると発表された。その後の調査の結果、燃料漏れの原因は燃料パイプのアルミ製のナットが打ち上げ時に何らかの要因で破損したことが原因であったと発表された。

## 射場予定地
ファルコン1の打ち上げは人工衛星の搭載の便を考慮して5つの打ち上げ予定地が用意されていた。
- ヴァンデンバーグ空軍基地
- ケープカナベラル空軍基地
- マーシャル諸島クェゼリン
- コディアック打上げ基地
- バージニア州ワロップス飛行施設